# Institut suisse de bioinformatique
Pour les articles homonymes, voir ISB.
L'Institut Suisse de Bioinformatique (ISB, en anglais Swiss Institute of Bioinformatics, SIB) est une fondation académique sans but lucratif qui fédère la  bioinformatique en Suisse. Depuis 2017, le SIB est également chargé du programme de santé personnalisée de la confédération: le Swiss Personnalized Health Network (SPHN).
L'institut a été créé le 30 mars 1998 avec pour mission de fournir des ressources fondamentales en  bioinformatique à la communauté scientifique suisse et internationale dans des domaines tels que la génomique, la protéomique et la biologie des systèmes, ainsi que de coordonner le domaine de la bioinformatique en Suisse. En particulier, l'institut promeut la recherche, le développement de bases de données et de technologies informatiques, et est impliqué dans des activités d'enseignement et de service.

## Historique
À l'origine, l'Institut suisse de bioinformatique a été créé pour fournir un cadre de financement stable à long terme à la fois pour la base de données Swiss-Prot  et le nœud suisse EMBnet. Swiss-Prot en particulier a connu une crise majeure de financement en 1996 qui a conduit les dirigeants des cinq groupes de recherche actifs en bioinformatique à Genève et Lausanne, Ron Appel, Amos Bairoch, Philipp Bucher, Victor Jongeneel et Manuel Peitsch à proposer la création de l'institut. Après sa création, l'institut a pu alors demander un financement en vertu d'une loi suisse qui permet au gouvernement de financer jusqu'à 50 % des dépenses liées à la recherche et aux infrastructures d'enseignement vitales.
Le premier directeur de l'institut est Victor Jongeneel, suivi entre 2001 et septembre 2007 par Ernest Feytmans puis par Ron Appel, l'un de ses membres fondateurs. Entre juin 2018 et mars 2022, l'institut est co-dirigé par Christine Durinx et Ron Appel. Depuis avril 2022, Christophe Dessimoz a remplacé Christine Durinx en tant que co-directeur.

## Organisation
L'Institut Suisse de Bioinformatique est une fédération de groupes de recherche de bioinformaticiens affiliés à 21 institutions partenaires, entre autres les Universités de  Bâle,  Berne,  Fribourg,  Genève,  Lausanne,  Lugano et  Zurich, les Ecoles Polytechniques Fédérales de Lausanne et  Zurich, l'Institut Friedrich Miescher pour la recherche biomédicale, ainsi que la Haute école de gestion de Genève (HEG). Les groupes de recherche de l'institut se trouvent à Bâle, Berne, Fribourg, Genève, Lausanne, Lugano, Zurich, Yverdon, Wädenswil, Bellinzone et Davos.
L'institut fédère plus de 70 groupes de recherche, services et infrastructures, rassemblant plus de 700 scientifiques, dans des domaines aussi variés que la protéomique, la transcriptomique, la génomique, la biologie des systèmes, la bioinformatique structurale, la bioinformatique de l'évolution, la modélisation, l'imagerie, la biophysique, la biocuration, la génétique des populations et la bioinformatique clinique.

## Ressources bioinformatiques
L'Institut suisse de bioinformatique offre un large éventail de ressources utiles à la communauté des chercheurs en sciences de la vie, la plupart étant accessibles via Expasy, le portail des ressources en ligne. Elles comprennent des bases de données, des logiciels et des infrastructures technologiques

### Bases de données
L'institut développe et maintient des bases de données de réputation internationale, incluant UniProtKB / Swiss-Prot (base de données de séquences de protéines qui ont été organisées et classées manuellement, offrant ainsi un haut niveau d'annotation), neXtProt (base de données des protéines humaines), le répertoire SWISS-MODEL (modèles de structures protéiques tridimensionnelles), STRING (réseaux d'interactions protéiques), SwissRegulon (réseaux de régulation de transcription à l'échelle du génome), EPD (une base de données des promoteurs eucaryotes), SWISS-2DPAGE (base de données de gels 2D), le répertoire WORLD-2DPAGE (répertoire de gels 2D), PROSITE (familles de protéines et domaines), MyHits (séquences de protéines et motifs), Bgee (base de données pour extraire et comparer les profils d'expression des gènes entre espèces animales), OpenFlu (base de données pour le virus de la grippe humaine et animale), ViralZone (portail vers les protéines virales UniProtKB), GlycoSuiteDB (base de données de glycanes), SugarBindDB (liste des séquences de glucides connus auxquels les organismes pathogènes adhèrent spécifiquement), OrthoDB (catalogue hiérarchique des eucaryotes orthologues), miROrtho (catalogue des gènes des micro-ARNs animaux), ImmunoDB (base de données de gènes et familles de gènes liés au système immunitaire des insectes) et Cellosaurus (base données de lignées cellulaires).

### Logiciels
L'institut développe et fournit des logiciels pour la communauté des chercheurs en sciences de la vie, tels que SWISS-MODEL (modélisation par homologie des structures de protéines), SwissDrugDesign (platforme pour l'aide à la conception de medicaments), Melanie (plateforme d'analyse de gels 2D), MSight (logiciel d'imagerie et d'analyse pour la spectrométrie de masse), OMA (base de données des orthologues extraits de génomes complets disponibles), V-pipe (pipeline de genomique virale) de DeepView/Swiss-PdbViewer (visualisation de protéines, modélisation et analyse), et Newick (traitement d'arbre phylogénétique à haut débit).

### Infrastructures technologiques
L'institut gère plusieurs plateformes bioinformatiques qui fournissent un soutien informatique et statistique, ainsi que des services et des conseils aux chercheurs en sciences de la vie, leur permettant ainsi de mener leurs projets de recherche et d'analyser les données obtenues. Ces infrastructures ont été mises en place pour la génomique, la transcriptomique et la protéomique. L'institut soutient également Vital-IT,  le Centre de Calcul Haute Performance, qui fournit des ressources informatiques, du soutien et du conseil au développement, à la communauté scientifiques académique et industrielle. Vital-IT est distribuée sur trois sites: l'Université de Lausanne, l'École Polytechnique Fédérale de Lausanne et l'Université de Genève. Des ressources de calcul et l'expertise bioinformatique sont également présentes dans la région de Bâle avec le centre de biologie computationnelle sciCORE.

## Éducation et formation
L'une des priorités de l'Institut suisse de bioinformatique est de promouvoir et de coordonner l'enseignement en bioinformatique. Ses membres sont directement ou indirectement impliqués dans un certain nombre de cours de bioinformatique à tous les niveaux d'enseignement — de l'école secondaire à l'enseignement supérieur — ainsi que dans la formation continue spécialisée pour les scientifiques des sciences de la vie.
L'institut a également développé un réseau de doctorants en bioinformatique, qui est ouvert aux étudiants diplômés des écoles suisses de l'enseignement supérieur. Les objectifs de ce réseau sont de deux ordres :
1. offrir aux étudiants des cycles supérieurs en bioinformatique un éventail de cours de haute qualité, mêlant à la fois théorie et pratique, afin de leur permettre de mener avec succès un projet de recherche de doctorat ;
2. favoriser le développement du réseau de doctorants, promouvoir les échanges d'idées, ainsi que la mobilité des étudiants entre les institutions participantes.

## Vulgarisation scientifique
L'institut s'applique aussi à faire découvrir et à faire comprendre la bioinformatique à un public profane. Comprendre l'importance croissante que cette récente discipline a dans la société actuelle est un enjeu fondamental. En effet, dans un avenir proche, les patients feront référence à des résultats directement générés par des méthodes bioinformatiques. Depuis l'an 2000, dans le but de sensibiliser le grand public, l'institut participe à de nombreuses portes ouvertes scientifiques, a créé deux magazines en ligne,, une exposition en plein air et en 2012, une exposition virtuelle.